# Zeki Çakan
Zeki Çakan (prononcé en turc ['zeki 'ʧakan], né en 1950 à Zonguldak) est un homme politique turc.

## Biographie
Après des études universitaires en ingénierie électrique à l'Université technique Yıldız d'Istanbul qu'il achève en 1975, il devient fonctionnaire à la municipalité de Zonguldak, où il devient directeur de l'aménagement urbain. Il se présente aux municipales de 1984 et est élu maire de Zonguldak jusqu'en 1989. Après son mandat il est nommé directeur général des affaires rurales au sein du ministère de l'Agriculture et des Affaires rurales. Élu une nouvelle fois maire de Zonguldak en 1994, il démissionne de son mandat de maire l'année d'après pour se présenter aux législatives de 1995 où il est élu à la circonscription de Bartın sous la liste du Parti de la mère patrie. Il sera réélu aux législatives de 1999 et assurera la présidence de son groupe parlementaire.
Il est ministre de l'énergie et des ressources naturelles lors du 57e Gouvernement (Ecevit V) du 8 mai 2001 au 18 octobre 2002.
Zeki Çakan commence son troisième mandat de député sous les couleurs du MHP après les législatives de juin 2015.